# Конюшків
Конюшкі́в — село в Україні, у Бродівській міській громаді Золочівського району Львівської області. Село Конюшків, а також Язлівчик, Берлин, Лагодів, Мідне раніше підпорядковувались Язлівчицькій сільській раді. Населення становить 652 осіб.

## Географія
Село розташоване близько 9 км на північ від адміністративного центру громади.

## Історія
Перша письмова згадка датується 1515 роком.
Від 1 серпня 1934 року село Конюшків стало центром однойменної ґміни у Бродському повіті Тернопільського воєводства.
Станом, на 1937 рік в селі мешкало 1147 греко-католиків, 107 римо-католиків та 20 осіб інших віросповідань.
За радянських часів в селі діяв колгосп імені С. Кірова тваринницького напряму, восьмирічна школа, клуб, бібліотека.
12 червня 2020 року, відповідно до розпорядження Кабінету Міністрів України № 718-р «Про визначення адміністративних центрів та затвердження територій територіальних громад Львівської області», село увійшло до складу Бродівської міської громади.
19 липня 2020 року, в результаті адміністративно-територіальної реформи та ліквідації Бродівського району, село увійшло до складу новоствореного Золочівського району.

## Історичні пам'ятки
- Палац Потоцьких, споруджений у XVIII столітті на північно-східній околиці села Станіславом Потоцьким та перебував у користуванні родини Потоцьких до 1834 року, пізніше проданий родині Молодецьких. Близько 1900 року палац належав підприємцю Вільгельму Шмідту. Саме тоді були збудовані господарські споруди так званого фільварку, що знаходяться неподалік палацу, та житловий будинок для робітників, при сільській вулиці. У радянський час споруда використовувалася як клубна культурно-освітня установа, гуртожиток, а нині у занедбаному стані[12].

- Мурована церква Святого апостола Пилипа[13], споруджена наприкінці ХІХ ст. за проектом українського галицького архітектора Василя Нагірного[12]. Нині церква перебуває у користуванні релігійної громади ПЦУ Святого апостола Пилипа, парох церкви — о. Петро Фітьо. Чисельність парафії — 620 вірних[14].

## Відомі люди
Народилися
- На хуторі Романці народився відомий громадський та освітній діяч, доктор філософії, філолог о. Йосип Застирець.

Перебували
- Вінцентій Потоцький — польський військовий та політичний діяч Речі Посполитої, меценат, колекціонер. Помер в Конюшкові.